# Студень (річка)
Сту́день — мала річка в Україні, у Коростенському районі Житомирської області; ліва притока річки Різня (басейн річки Дніпро).

## Географія

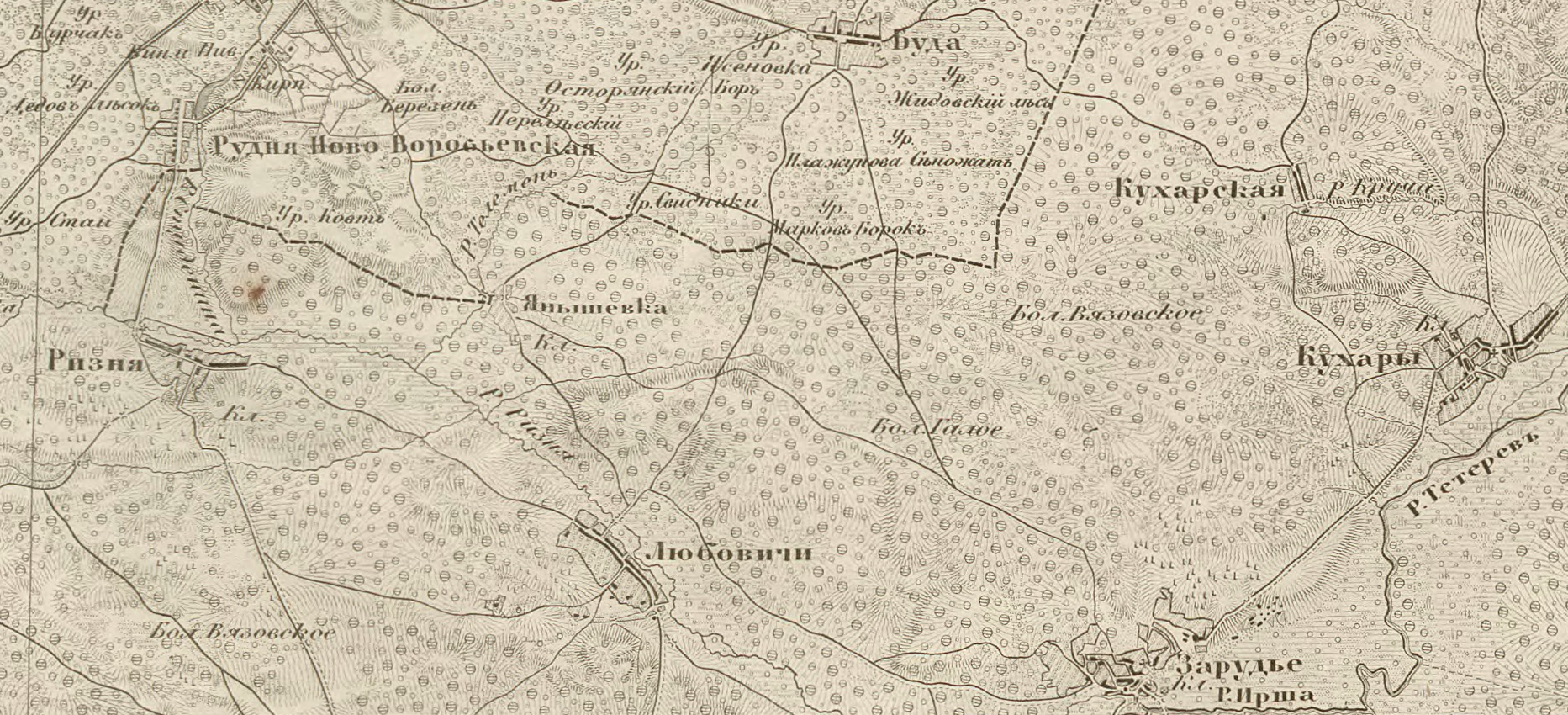
Нижня течія річки Студень (Студениця) на російській військово-топографічній мапі Київської губернії, 1868 рік

Басейн річки Студень розміщений в межах лісової зони Малинського району. Протікає по рівнинній території. Бере свій початок на висоті близько 170 м над рівнем моря на південно-східній околиці села Вишнянка (значна частина картографічних інтернет-ресурсів вказують витік річки на західній околиці села Нова Діброва). Від витоку тече переважно на південний схід, а за селом Яблунівка, декілька разів змінюючи напрямок руху між південно-східним і південно-західним, переважно тече на південь і впадає навпроти села Різня до однойменної річки на 12 км від її гирла. Гирло Студеню знаходиться на висоті близько 140 м над рівнем моря.
Довжина річки — 21,1 км; площа басейну — 135 км²; швидкість течії — 0,2 м/с; ґрунт дна — піщаний; абсолютна відмітка урізу води біля села Гуска — 156,5 м. Похил річки — 1,5 м/км. Заплава подекуди заболочена. Річище слабо звивисте.

## Живлення
Живлення річки змішаного типу — поверхневі (дощові, снігові води) та підземні води. Приймає до себе численні потоки, серед яких найбільші від витоку: ліві — Темянець; праві — Луковець, Згорілиця.

## Використання
У районі витоку річки споруджена система меліоративних каналів. У середній частині річки на східних околицях сіл Нові Вороб'ї та Рудня-Вороб'ївська розташовані ставки.

## Назва річки
За офіційною інформацією «Житомирського обласного управління водних ресурсів» серед найбільших приток річки Різня потік зазначений як «Студень», але на деяких старих мапах він позначений і як річка «Студе́ниця». Обидві назви подає також «Словник гідронімів України».

## Притоки
Праві: Згорілиця, Гуска
Ліві: Трим'янець (Темянець), Товмень

## Населені пункти
Над Студенем знаходяться села (від витоку): лівий берег — Лісна Колона; правий берег — Нова Діброва, Гуска, Яблунівка, Нові Вороб'ї, Рудня-Вороб'ївська.

## Дорожні споруди
В районі села Рудня-Вороб'ївська річку перетинає автомобільний шлях територіального значення Т 0607.
У селах Нова Діброва, Лісна Колона, Нові Вороб'ї, Рудня-Вороб'ївська через річку перекинуті мости.